# Botrychium acuminatum
Botrychium acuminatum — вид псилотоподібних рослин родини вужачкові (Ophioglossaceae).

## Поширення
Вид поширений навколо Великих озер на півдні Канади та півночі США. Росте на піщаних дюнах у тіні дерев, на старих полях, вкритих травою залізничних коліях і придорожніх канавах. Трапляється в асоціації з іншими видами гронянок.

## Опис
Невелика трав'яниста рослина, заввишки до 15 см. Листя з’являється в середині весни, відмирає восени.